# Placa de Juan de Fuca

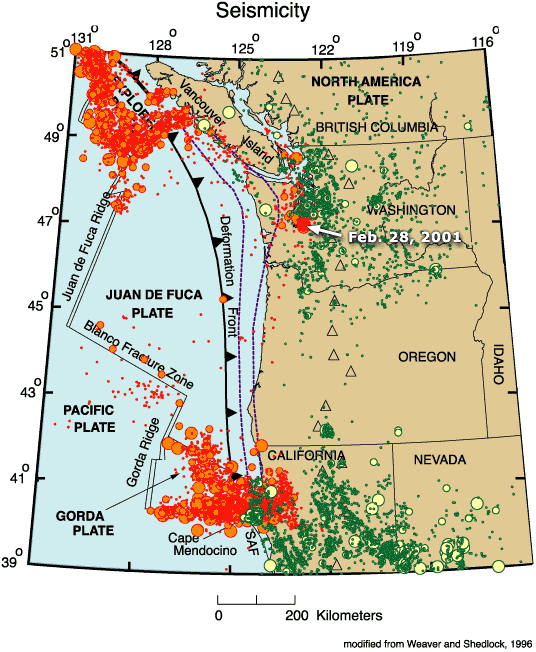
Mapa de la placa de Juan de Fuca.Cercles color taronja i vermell: Activitat sísmica.

La placa de Juan de Fuca és una placa tectònica que realitza un procés de subducció sota la part nord de la vora occidental de la placa nord-americana. Porta el nom de l'explorador Juan de Fuca.
Al sud limita amb la falla de San Andrés, i a l'oest amb la placa pacífica. La placa de Juan de Fuca es va fracturar en tres parts; la part central és la que porta el nom de Juan de Fuca, la part meridional es coneix com a placa de Gorda, i la septentrional rep el nom de placa de l'Explorador. Amb la placa de Nazca i la de Cocos, representa una de les últimes restes de la placa de Farallon.
Aquesta placa, al realitzar una subducció, ha format la cadena volcànica de Cascàdia, que forma part del Cinturó de foc del Pacífic, a afecta la costa oest d'Amèrica del Nord des del sud de la Colúmbia Britànica fins al nord de Califòrnia.
L'últim gran terratrèmol relacionat amb la placa de Juan de Fuca va ser el Terratrèmol de Cascàdia de 1700, que va assolir una magnitud 9 en l'escala de Richter. Dels arxius japonesos es dedueix que va ocórrer el dimarts 26 de gener del 1700.